# Verdonnet
Verdonnet est une commune française située dans le département de la Côte-d'Or, en région Bourgogne-Franche-Comté.

## Géographie

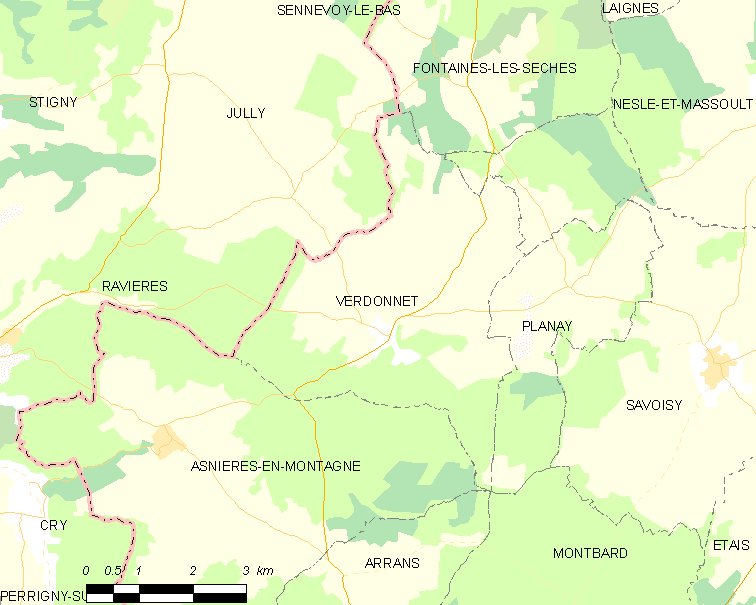

La superficie de Verdonnet est de 18 km2 avec une altitude minimum de 221 mètres et un maximum de 323 mètres.

### Climat
Pour des articles plus généraux, voir Climat de la Bourgogne-Franche-Comté et Climat de la Côte-d'Or.
En 2010, le climat de la commune est de type climat des marges montargnardes, selon une étude du Centre national de la recherche scientifique s'appuyant sur une série de données couvrant la période 1971-2000. En 2020, Météo-France publie une typologie des climats de la France métropolitaine dans laquelle la commune est exposée à un climat océanique altéré et est dans la région climatique  Lorraine, plateau de Langres, Morvan, caractérisée par un hiver rude (1,5 °C), des vents modérés et des brouillards fréquents en automne et hiver. 
Pour la période 1971-2000, la température annuelle moyenne est de 10,2 °C, avec une amplitude thermique annuelle de 15,9 °C. Le cumul annuel moyen de précipitations est de 849 mm, avec 12,2 jours de précipitations en janvier et 8,4 jours en juillet. Pour la période 1991-2020, la température moyenne annuelle observée sur la station météorologique de Météo-France la plus proche, « Montbard_sapc », sur la commune de Montbard à 13 km à vol d'oiseau, est de 11,4 °C et le cumul annuel moyen de précipitations est de 853,5 mm,. Pour l'avenir, les paramètres climatiques de la commune estimés pour 2050 selon différents scénarios d'émission de gaz à effet de serre sont consultables sur un site dédié publié par Météo-France en novembre 2022.

## Urbanisme

### Typologie
Au 1er janvier 2024, Verdonnet est catégorisée commune rurale à habitat très dispersé, selon la nouvelle grille communale de densité à 7 niveaux définie par l'Insee en 2022.
Elle est située hors unité urbaine. Par ailleurs la commune fait partie de l'aire d'attraction de Montbard, dont elle est une commune de la couronne,. Cette aire, qui regroupe 34 communes, est catégorisée dans les aires de moins de 50 000 habitants,.

### Occupation des sols
L'occupation des sols de la commune, telle qu'elle ressort de la base de données européenne d’occupation biophysique des sols Corine Land Cover (CLC), est marquée par l'importance des territoires agricoles (67 % en 2018), une proportion sensiblement équivalente à celle de 1990 (66,5 %). La répartition détaillée en 2018 est la suivante : 
terres arables (64,9 %), forêts (32,1 %), zones agricoles hétérogènes (2,1 %), milieux à végétation arbustive et/ou herbacée (1 %). L'évolution de l’occupation des sols de la commune et de ses infrastructures peut être observée sur les différentes représentations cartographiques du territoire : la carte de Cassini (XVIIIe siècle), la carte d'état-major (1820-1866) et les cartes ou photos aériennes de l'IGN pour la période actuelle (1950 à aujourd'hui).

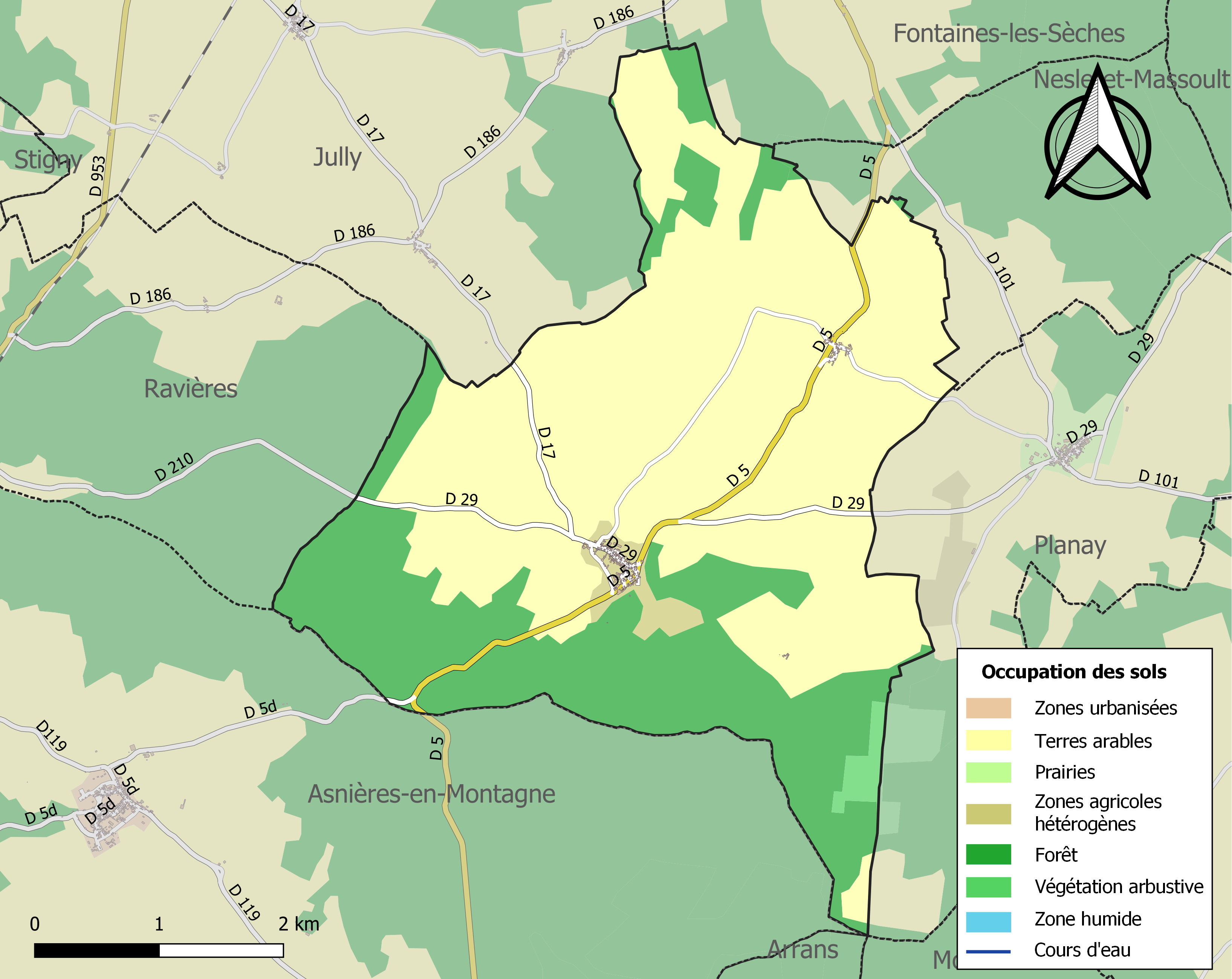
Carte des infrastructures et de l'occupation des sols de la commune en 2018 (CLC).

## Histoire

### Moyen Âge
L'origine du village semble être le hameau de Cestre où une nécropole mérovingienne est identifiée à la fin du XIXe siècle.
L'abbaye du Puits d'Orbe, important monastère bénédictin de femmes, s'établit sur ses terres vers 1120.

### Temps Modernes
En 1619, après l'intervention de saint François de Sales pour tenter de corriger les écarts de conduite des nonnes, l'abbaye placée sous l'autorité de l'abbaye royale de Monstier-Saint-Jean est fermée et transférée à Châtillon-sur-Seine.
Jusqu'au XVIIIe siècle, Verdonnet est fortifiée avec tourelles et murs percés de trois portes.

## Politique et administration
Verdonnet appartient :
- à l'arrondissement et au canton de Montbard ;
- à la communauté de communes du Montbardois.

| Période                                  | Période   | Identité            | Étiquette | Qualité |
| ---------------------------------------- | --------- | ------------------- | --------- | ------- |
| mars 2001                                | mars 2008 | Guy Seiller         | DVG       |         |
| mars 2008                                | En cours  | Dominique Cernesson |           |         |
| Les données manquantes sont à compléter. |           |                     |           |         |

## Démographie
L'évolution du nombre d'habitants est connue à travers les recensements de la population effectués dans la commune depuis 1793. Pour les communes de moins de 10 000 habitants, une enquête de recensement portant sur toute la population est réalisée tous les cinq ans, les populations de référence des années intermédiaires étant quant à elles estimées par interpolation ou extrapolation. Pour la commune, le premier recensement exhaustif entrant dans le cadre du nouveau dispositif a été réalisé en 2007.

En 2022, la commune comptait 69 habitants, en évolution de −19,77 % par rapport à 2016 (Côte-d'Or : +0,82 %, France hors Mayotte : +2,11 %).
| 1793 | 1800 | 1806 | 1821 | 1836 | 1841 | 1846 | 1851 | 1856 |
| ---- | ---- | ---- | ---- | ---- | ---- | ---- | ---- | ---- |
| 445  | 426  | 418  | 402  | 421  | 409  | 393  | 376  | 367  |

| 1861 | 1866 | 1872 | 1876 | 1881 | 1886 | 1891 | 1896 | 1901 |
| ---- | ---- | ---- | ---- | ---- | ---- | ---- | ---- | ---- |
| 354  | 326  | 307  | 278  | 303  | 260  | 256  | 237  | 241  |

| 1906 | 1911 | 1921 | 1926 | 1931 | 1936 | 1946 | 1954 | 1962 |
| ---- | ---- | ---- | ---- | ---- | ---- | ---- | ---- | ---- |
| 224  | 188  | 200  | 201  | 165  | 170  | 160  | 163  | 157  |

| 1968 | 1975 | 1982 | 1990 | 1999 | 2006 | 2007 | 2012 | 2017 |
| ---- | ---- | ---- | ---- | ---- | ---- | ---- | ---- | ---- |
| 147  | 112  | 120  | 91   | 84   | 86   | 86   | 89   | 83   |

| 2022 | - | - | - | - | - | - | - | - |
| ---- | - | - | - | - | - | - | - | - |
| 69   | - | - | - | - | - | - | - | - |

## Culture locale et patrimoine

### Lieux et monuments
- L'église Saint-Barthélémy (XIIIe au XVIe siècle)[17] : elle abrite une Vierge à l'Enfant en pierre du XIVe siècle provenant de l'abbaye du Puits d'Orbe, classée à titre d'objet par les monuments historiques en 1964[18].
- Ruines de l'abbaye du Puits d'Orbe.

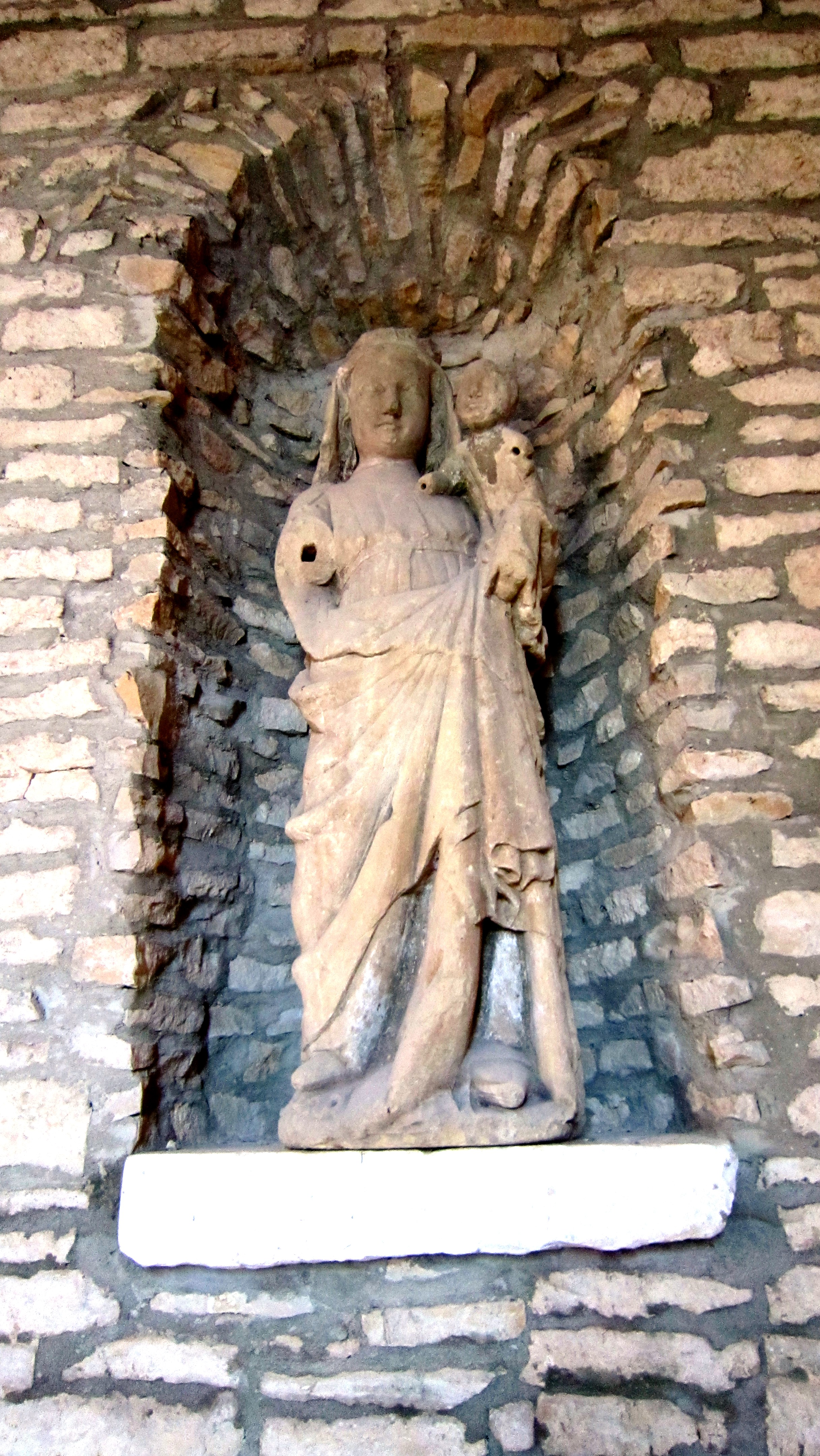
Vierge à l'Enfant (XIVe siècle), église Saint-Barthélémy.
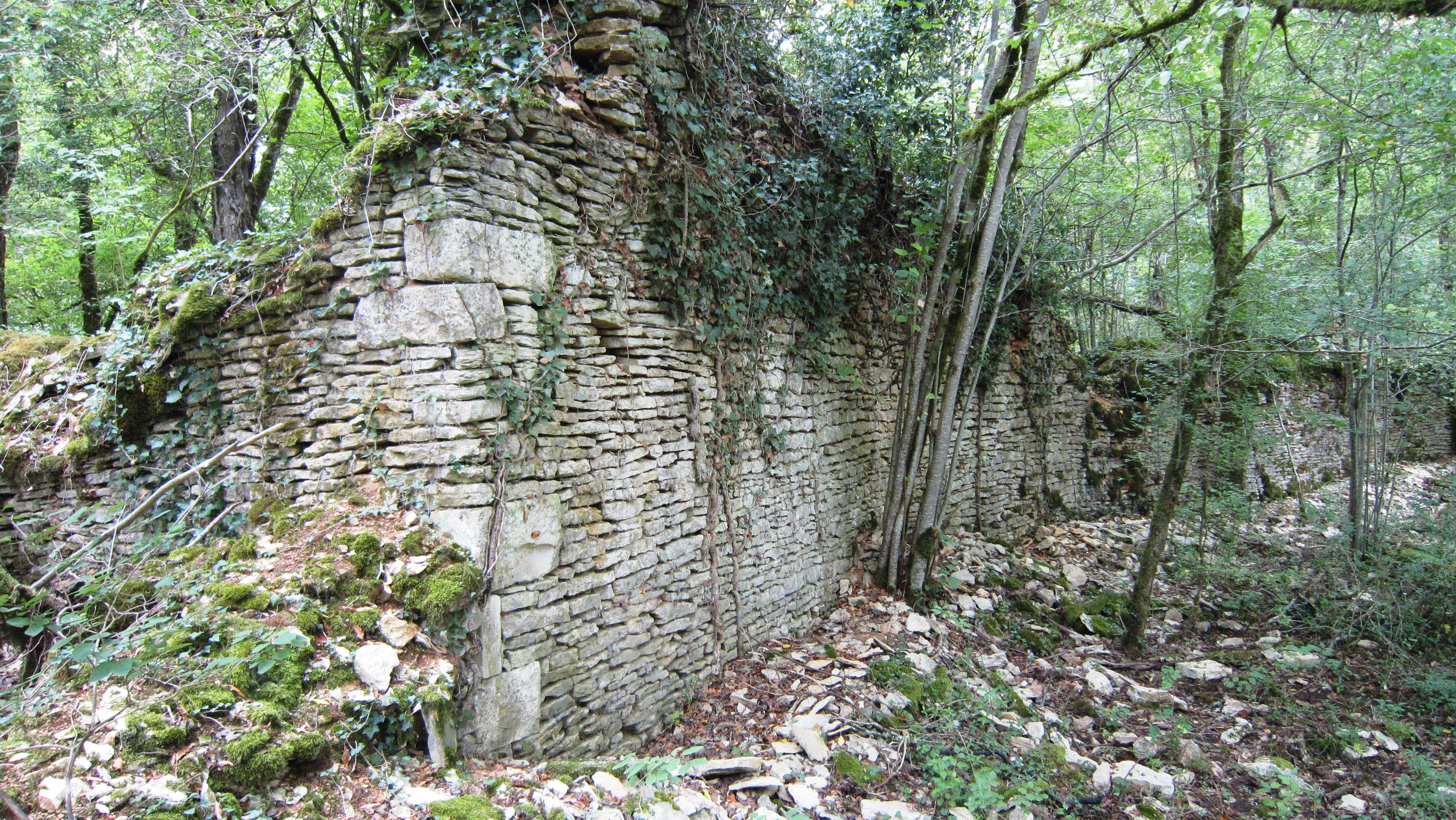
Ruines de l'abbaye du Puits d'Orbe.

### Héraldique
| Blason de Verdonnet | Blason  | Coupé : au 1er d'azur aux deux fleurs de lys d'or, au 2e parti : au I bandé d'or et d'azur de six pièces et à la bordure de gueules, au II d'azur semé de fleurs de lys d'or et à la bordure componée d'argent et de gueules, à la crosse abbatiale d'argent accompagnant les fleurs du premier et brochant sur la partition du second. |
| Blason de Verdonnet | Détails | Le statut officiel du blason reste à déterminer. |